# 妖怪大战争
妖怪大戰爭耗資13億日幣拍攝，該片的導演为三池崇史執導，男主角由神木隆之介饰演，还有演员栗山千明、豐川悅司、竹中直人、岡村隆史和忌野清志郎。

## 演員
- 人類
  - 稲生正 / 麒麟送子：神木隆之介
  - 佐田（雑誌「怪」編集者）：宮迫博之（雨後敢死隊）
  - 稻生陽子（小正的媽媽）：南果步
  - 稻生祟（小正的姊姊）：成海璃子
  - 「怪」主編：佐野史郎
  - 宮部老師：宮部美幸
  - 喜好讀書的流浪漢：大澤在昌
  - 派出所的警察：德井優
  - 章魚燒店的播報員：板尾創路 (130R)
  - 攤子的老爹：香港 (130R)
  - 洋一（壞小孩）的爸爸：田中要次
  - 阿倍晴明：永澤俊矢
  - 成人的小正/ 小正的爸爸：津田寬治
  - 牛棚的農夫：柄本明
  - 稻生俊太郎（小正的爺爺）：菅原文太
- 妖怪們
  - 猩猩：近藤正臣
  - 川姫：高橋真唯
  - 川太郎：阿部貞夫
  - 一本踏鞴：田口浩正
  - 大天狗：遠藤憲一
  - 撒砂婆婆：根岸季衣
  - 轆轤首：三輪明日美
  - 雪女：吉井怜
  - 豆腐小僧：螢原徹（雨後敢死隊）
  - 小豆洗：岡村隆史（NINETY-NINE）
  - 大首：石橋蓮司
  - 滑瓢：忌野清志郎
  - 油須磨：竹中直人
  - 野箆坊：成海璃子
  - 化貓：藤倉實
  - 魍魎：鹽田時敏
  - 姑獲鳥：今井久美子
  - 齒黑女：長谷川友希
  - 塗壁：舟山弘一
  - 山本五郎佐衛門：荒俣宏
  - 神野惡五郎：京極夏彥
  - 妖怪大翁：水木茂
- 惡靈軍團
  - 刺鳥妖女阿木：栗山千明
  - 加藤保憲：豐川悅司

## 製作人員
- 導演：三池崇史
- 制作：角川映画
- 配给：松竹
- 制作總指挥：角川历彦
- 原作：水木茂

## 故事
描寫總是被同學欺負的怯懦少年，因緣際會下，和一群「妖怪」聯手打倒大魔頭加藤，途中卻遇上了許多不可思議的體驗，改變了他膽小如鼠的個性。
- 上映时间：2005年8月

## 外部連結
- 互联网电影数据库（IMDb）上《妖怪大戰爭》的资料（英文）

## 参看
妖怪大战争 (1968年电影)